# Филмографија Мишел Вилијамс
Мишел Вилијамс (енгл. Michelle Ingrid Williams; 9. септембар 1980) америчка је филмска, телевизијска и позоришна глумица. Њено прво појављивање на екрану било је са 13 година, када је 1993. године глумила у епизоди телевизијске серије Baywatch, а свој филмски деби имала је као тинејџерка заљубљена у главног лика у филму Леси из 1994. године. Након тога имала је гостујуће улоге у телевизијским ситкомима Корак по корак и Home Improvement, а играла је и млађу верзију лика кога тумачи Наташа Хенстриџ у научнофантастичном филму Species из 1995. године. Вилијамсова је постигла већи успех када је почела да глуми сексуално проблематичну тинејџерку Џен Линдли у драмској серији Dawson's Creek (1998–2003). Године 1999. дебитовала је представом Killer Joe коју је написао Трејси Летс у којој је играла наивну младу ћерку дисфункционалне породице.
Током 2000-их, Вилијамсова је избегла улоге у високобуџетним филмовима у корист улога са мрачнијим темама у независним продукцијама као што су Me Without You (2001) и The Station Agent (2003). Упркос позитивним критикама, ови филмови нису били превише приказивани. Ово се променило 2005. године када је Мишел глумила запостављену жену лика Хит Леџера у филму Brokeback Mountain, драми о заљубљеним геј љубавницима, која је постигла критични и комерцијални успех; Вилијамсова је за ову улогу била номинована за Оскара за најбољу споредну глумицу. У драмама The Hottest State (2006) и Incendiary (2008) није постилгла велики успех, али је улога у филму Wendy and Lucy (2008) режисерке Кели Рајчард добила добре критике, у којој се Мишел представила као скитница у потрази за својим несталим псом.
Трилер Мартина Скорсезеа, Shutter Island (2010), са Леонардом Дикаприом у главној улози, у којем је Вилијамсова имала споредну улогу, постао је до тада њен најгледанији филм. Добила је две узастопне номинације за Оскара за најбољу глумицу за своје улоге у филму Blue Valentine (2010) и My Week with Marilyn (2011); за потоњи филм освојила је и Златни глобус. У првом је глумила жену која се борила са несрећним браком, а у другом је портретисала Мерилин Монро. Вилијамсова је потом глумила Глинду у комерцијално успешној играној фантазији Oz the Great and Powerful. Дебитовала је на Бродвеју као Сали Боулс у мјузиклу Cabaret 2014. године, а играла је и преживелу жртву сексуално злостављање жене у представи Blackbird 2016. године. За ову последњу, Мишел је номинована за награду Тони за најбољу глумицу. Такође у 2016. години, Вилијамсова је преузела улогу ожалошћене мајке у филму Manchester by the Sea, за шта је добила своју четврту номинацију за Оскара. Мјузикл The Greatest Showman из 2017. и суперхеројски филм Веном из 2018. године били су два њена комерцијално најуспешнија издања. На телевизију се вратила 2019. године како би тумачила Гвен Вердон насупрот Боба Фоса Сема Роквела у FX биографској минисерији Fosse/Verdon, освојивши номинацију за награду Прајмтајм Еми за ту улогу.

## Филмови
| Филмови који још увек нису објављени | Означава филмове који још увек нису објављени |

| Год. | Наслов                        | Улога             | Режисер(и)                | Нап.                     | Реф.   |
| ---- | ----------------------------- | ----------------- | ------------------------- | ------------------------ | ------ |
| 1994 | Lassie                        | Ејприл Портер     | Денијел Петри             |                          | [ 2 ]  |
| 1995 | Timemaster                    | Ени               | Џејмс Гликенхаус          |                          | [ 26 ] |
| 1995 | Species                       | Јанг Сил          | Денис Фелдман             |                          | [ 27 ] |
| 1997 | A Thousand Acres              | Пеми              | Жоселин Мурхаус           |                          | [ 28 ] |
| 1998 | Halloween H20: 20 Years Later | Моли Картвел      | Стив Мајнер               |                          | [ 29 ] |
| 1999 | Dick                          | Арлен Лоренцо     | Ендру Флеминг             |                          | [ 30 ] |
| 1999 | But I'm a Cheerleader         | Кимберли          | Џејми Бебит               |                          | [ 31 ] |
| 2001 | Perfume                       | Хали              | Хантер Карсон Мајкл Ример |                          | [ 32 ] |
| 2001 | Me Without You                | Холи              | Сандра Голдбачер          |                          | [ 6 ]  |
| 2001 | Prozac Nation                 | Руби              | Ерик Скјолдбјорг          |                          | [ 33 ] |
| 2003 | The United States of Leland   | Џули Полард       | Метју Рајан Хоџ           |                          | [ 34 ] |
| 2003 | The Station Agent             | Емили             | Том Макарти               |                          | [ 35 ] |
| 2004 | Land of Plenty                | Лана              | Вим Вендерс               |                          | [ 36 ] |
| 2004 | Imaginary Heroes              | Пени Тревис       | Ден Херис                 |                          | [ 37 ] |
| 2004 | A Hole in One                 | Ена Вотсон        | Ричард Лидс               |                          | [ 38 ] |
| 2005 | The Baxter                    | Сесил Милс        | Мајкл Шоуволтер           |                          | [ 39 ] |
| 2005 | Brokeback Mountain            | Алма Бирс дел Мар | Енг Ли                    |                          | [ 40 ] |
| 2006 | The Hawk Is Dying             | Бети              | Џулијан Голдберџер        |                          | [ 41 ] |
| 2006 | The Hottest State             | Саманта           | Итан Хок                  |                          | [ 42 ] |
| 2007 | I'm Not There                 | Коко Рајвингтон   | Тод Хејнс                 |                          | [ 43 ] |
| 2008 | Deception                     | Ес                | Марсел Ленгениџер         |                          | [ 44 ] |
| 2008 | Incendiary                    | Млада мајка       | Шерон Мегвајр             |                          | [ 45 ] |
| 2008 | Synecdoche, New York          | Клер              | Чарли Кофман              |                          | [ 46 ] |
| 2008 | Wendy and Lucy                | Венди Керол       | Кели Рајчард              |                          | [ 47 ] |
| 2009 | Mammoth                       | Елен Вајдалес     | Лукас Мудисон             |                          | [ 48 ] |
| 2010 | Blue Valentine                | Синди             | Дерек Сијанфранс          | Такође извршни продуцент | [ 16 ] |
| 2010 | Shutter Island                | Долорес Канал     | Мартин Скорсезе           |                          | [ 49 ] |
| 2010 | Meek's Cutoff                 | Емили Титроу      | Кели Рајчард              |                          | [ 50 ] |
| 2011 | My Week with Marilyn          | Мерилин Монро     | Сајмон Кертис             |                          | [ 17 ] |
| 2011 | Take This Waltz               | Марго             | Сара Поли                 |                          | [ 51 ] |
| 2013 | Oz the Great and Powerful     | Ени / Глинда      | Сем Раими                 |                          | [ 53 ] |
| 2015 | Suite Française               | Лусил Анжелије    | Сол Диб                   |                          | [ 54 ] |
| 2016 | Manchester by the Sea         | Ренди             | Кенет Лоунерган           |                          | [ 55 ] |
| 2016 | Certain Women                 | Џина Луис         | Кели Рајчард              |                          | [ 56 ] |
| 2017 | Wonderstruck                  | Елејн             | Тод Хејнс                 |                          | [ 57 ] |
| 2017 | The Greatest Showman          | Черити Барнам     | Мајкл Грејси              |                          | [ 58 ] |
| 2017 | All the Money in the World    | Гејл Херис        | Ридли Скот                |                          | [ 59 ] |
| 2018 | I Feel Pretty                 | Ејвери Леклер     | Еби Крон Марк Силверстајн |                          | [ 60 ] |
| 2018 | Venom                         | Ен Вејинг         | Рубен Флешер              |                          | [ 61 ] |
| 2019 | After the Wedding             | Изабел            | Барт Фројдлих             |                          | [ 62 ] |
| 2021 | Venom: Let There Be Carnage   | Ен Вејинг         | Енди Серкис               |                          |        |
| 2022 | The Fabelmans                 | Мици Фабелман     | Стивен Спилберг           |                          |        |

## Телевизија
| Телевизијске емисије које још увек нису објављене | Означава телевизијске емисије које још увек нису објављене |

| Год.      | Наслов                      | Улога             | Нап.                                 | Реф.          |
| --------- | --------------------------- | ----------------- | ------------------------------------ | ------------- |
| 1993      | Baywatch                    | Бриџет            | Епизода: Race Against Times: Part 1  | [ 63 ]        |
| 1994      | Step by Step                | J. J.             | Епизода: Something Wild              | [ 64 ]        |
| 1995      | Home Improvement            | Џесика Луц        | Епизода: Wilson's Girlfriend         | [ 65 ]        |
| 1995      | Raising Caines              | Триш Кеинс        | Главна улога; сезона 1               | [ 66 ]        |
| 1996      | My Son Is Innocent          | Дона Винстон      | Телевизијски филм                    | [ 67 ]        |
| 1997      | Killing Mr. Griffin         | Маја              | Телевизијски филм                    | [ 68 ]        |
| 1998–2003 | Dawson's Creek              | Џен Линдли        | Главна улога; 6 сезона               | [ 69 ]        |
| 2000      | If These Walls Could Talk 2 | Линда             | Телевизијски филм                    | [ 70 ]        |
| 2013      | Cougar Town                 | Лорина полусестра | Епизода: Blue Sunday                 | [ 71 ] [ 72 ] |
| 2019      | Fosse/Verdon                | Гвен Вердон       | Минисерије; такође извршни продуцент | [ 73 ]        |

## Представе
| Год. | Представа          | Улога       | Позориште                 | Реф.   |
| ---- | ------------------ | ----------- | ------------------------- | ------ |
| 1999 | Killer Joe         | Доти        | Позориште СоХо            | [ 74 ] |
| 2002 | Smelling a Rat     | Мелани-Џејн | Позориште Семјуела Бекета | [ 75 ] |
| 2004 | The Cherry Orchard | Варја       | Позориште у Викијамстауну | [ 76 ] |
| 2014 | Cabaret            | Сели Боулес | Студио 54                 | [ 77 ] |
| 2016 | Blackbird          | Уна         | Позориште Беласко         | [ 78 ] |

## Музички видео
| Год. | Наслов   | Извођач(и)   | Режисер   | Албум    |        |
| ---- | -------- | ------------ | --------- | -------- | ------ |
| 2012 | Paradise | Wild Nothing | Мет Амато | Nocturne | [ 79 ] |